# Inca Huasi (San Luis)
Inca Huasi  (del quechua Inka Wasi, "Casa del Inca"), también llamado Inti Huasi ("Casa del Sol"), es un sitio arqueológico de la cultura comechingona (naciones hênîa -al norte- y kâmîare -al sur-),  en la provincia argentina de San Luis, a la que, olvidado el nombre comechingón, los conquistadores españoles dieron el nombre quechua que hoy lleva.